# Шульман, Зуся Давидович
Зуся Давидович Шу́льман (1902—1992) — организатор промышленного производства, лауреат Сталинской премии второй степени (1946).

## Биография
Родился в 1902 году в посёлке Птичье (ныне Беларусь).
В 1916 году окончил ремесленное училище.
В 1916 — июле 1920, 1923 — апреле 1924, октябре 1925 — июне 1926 года токарь на различных предприятиях Украины и Белоруссии. В июле 1920 — январе 1921, апреле 1924 — октябре 1925 года служил в РККА.
В январе 1921 — июне 1922 года член президиума, заведующий тарифным отделом профбюро ВЦСПС Речицкого уезда Гомельской области.
- июнь 1926—1928 ответственный секретарь Гомельского горкома комсомола. Член ВКП(б) с 1924 года.
- 1928 — сентябрь 1929 заведующий отделом агитации и пропаганды Гомельского горкома ВКП(б).
- с сентября 1929 года студент химико-технологического факультета Белгородского университета
- с 1932 года студент Ленинградского химико-технологического института, в октябре 1935 — марте 1937 года аспирант там же.

В марте 1937 — августе 1941 года главный инженер завода К-4 (Ленинград). После эвакуации в Челябинск исполняющий обязанности, затем директор завода К-4, который во время войны выпускал пуленепробиваемое стекло, бронекозырьки для самолётов и танков.
В декабре 1952 года исключен из партии «за непартийный подбор и расстановку кадров, срыв производственного плана», снят с должности и отправлен в Кемерово начальником цеха азотно-тукового завода.

## Награды и премии
- Сталинская премия второй степени (1946) — за создание и освоение в промышленности отечественного органического стекла, получившего применение для производства прозрачной авиационной брони
- орден Ленина
- два ордена Трудового Красного Знамени (1943, 1946)
- медаль «За доблестный труд в Великой Отечественной войне 1941—1945 гг.»

## Семья
- жена, трое детей
- Сын инженер-химик, работал начальником цеха на азотно-туковом комбинате. Дочери — педагоги, отличники народного просвещения. * внук Станислав Олегович Гаврилов — зав. кафедрой права Кемеровского госуниверситета, профессор, доктор исторических наук.